# 발라스카
발라스카(라틴어: Valasca) 또는 블라스타(체코어: Vlasta)는 보헤미아의 전설적인 여전사다. 아이네아스 실비우스의 『보헤미아의 역사』 등에 언급된다.
738년경 리부셰 여왕이 죽자 발라스카가 권력을 잡고 여자들이 다스리는 나라를 만들었다. 발라스카는 여자만 전투력을 갖출 수 있도록, 남자는 오른눈을 뽑고 엄지손가락을 자르게 하는 법을 만들었다. 또한 남자들로부터 여자들을 지켜주는 물약을 여자들에게 나눠주었다고 한다. 블라스타는 7년간 나라를 다스리다가, 리부셰의 남편이었던 프레미슬 오라치와 싸워 패배해 죽었고 보헤미아는 다시 남자들이 다스리게 되었다.
그녀의 거성이 디브치흐라드(체코어: Dívčí Hrad, 독일어: Maidelberg→처녀의 성(城))에 있었다고 전한다.